# 鏈條 (歌曲)
《鏈條》（英語：The Chain）是由搖滾樂團佛利伍麥克創作的歌曲。收錄於佛利伍麥克樂團1977年的專輯Rumours。而該專輯獲得了1977年格林美獎年度最佳專輯。這首歌在釋出後在1980年，1987年，1992年(樂團25週年)還有2004年被多次重製。

## 創作背景
這首歌是關於Lindsey Buckingham和Stevie Nicks之間的關係，也是在1977年佛利伍麥克的五個成員共同創作的歌曲，佛利伍麥克第一首於演唱會中演唱的歌曲。即使創作這首歌時Lindsey Buckingham和Stevie Nicks存在著尷尬的關係。但五人在發布連這首歌在內的專輯Rumours後，令到佛利伍麥克樂團進入了前所未有的顛峰時期。

## 引用
這首歌在2017年電影《星際異攻隊2》，2015年英國節目《英國達人》，2013年電視影集《冷戰諜夢》等作為歌曲之一，因為其知名度，此歌曲被上載到Youtube，而最多觀看次數有一千五百萬。